# دورة الرفع
يعرف الرفع أنه نسبة قيمة الأصول إلى النقد الضروري للشراء. ويمكن تعريف دورة الرفع بالتوسع المواكب للدورة الاقتصادية وتقلص الرفع على مدى دورة العمل التجاري. ويضخم وجود رفع الدورة الاقتصادية الأثر على أسعار الأصول في دورة العمل التجاري.

## لماذا يعد الرفع هاما؟
ترجح النظرية الاقتصادية التقليدية أن معدلات الفائدة تحدد العرض والطلب على القروض. وهذه النظرية التقليدية لا تأخذ في الحسبان مفهوم الافتراض ومن ثم يتجاهل الحاجة للكفالة. وعندما يشتري المستثمر الأصل، فقد يستخدم الأصل ككفالة وقرض ضده، ومع ذلك لن يكون المستثمر قادر على اقتراض المبلغ كاملا. ويجب على المستثمر أن يمول من خلال رأس ماله الخاص الفرق بين قيمة الضمان وسعر الأصل، بما يعرف بالهامش. ومن ثم، يصبح الأصل دينا. والحاجة للتمويل بشكل جزئي للتعاملات عبر رأس المال الخاص للمستثمر تتضمن أن قدرته على شراء الأصول محدودة برأس ماله في أي وقت.
يقود المقترضون قليلي الصبر معدل فائدة أعلى بينما المقرضون العصبيون يطلبون ضمانا، حيث أن إرادة المقترض لدفع فائدة عالية لتهدئة مخاوف المقرض العصبي قد لا تكفي بالضرورة للمقرض. وقبل الأزمات المالية، كان المقرضون أقل عصبية. ونتيجة لذلك، كانوا ينوون تقديم قروض الرهان العقارية عالية الخطورة. ضع في ذهنك الفرد الذي يأخذ قروض الرهان العقارية عالية الخطورة يدفع فائدة عالية بالنسبة لقرض الرهن العقاري وتضع فقط 5% كفاية، ورفعا يقدر بـ 20%. وأثناء الأزمة الاقتصادية، أصبح المقرضون أكثر عصبية. ونتيجة لذلك، فهم يطلبون 20% كضمان، بالرغم من وجود سيولة كافية في النظام. والشخص الذي يقترض قرض رهن عقاري عالي المخاطر ليس في موضع شراء المنزل الآن، بغض النظر عن مدى انخفاض معدلات الفائدة. ولذا، بالإضافة إلى معدلات الفائدة، يجب أخذ متطلبات الكفالة في الاعتبار لتحديد قروض العرض والطلب.

## كيف تؤثر دورة الرفع على الأسواق المالية؟
ضع في ذهنك العالم البسيط حيث يوجد نوعين من المستثمرين – الأفراد والمراجحة. (مثل: الوكلاء، المحفظة الوقائية، والبنوك الاستثمارية) لديها مقدرة على الوصول لفرص استثمارية عن المستثمرين الأفراد نظرا للوصول لرأس المال ومعلومات أفضل. وفرص المراجحة تنتج عند وجود فروق في أسعار الأصل. ولا يستطيع المستثمرون الأفراد أخذ ميزة فرص المراجحة ولكن المراجحون يستطيعون نظرا لتوفر معلومات أفضل ووصول لرأس المال. وتسمح دورة الرفع للمراجحون على أخذ مواقع أكثر. وبالرغم من ذلك، نظرا للمتطلبات الهامشية، فإن المراجحون قد يواجهون قيودا مالية وقد لا يستطيعون التخلص من فرص المراجحة.
ومن المهم أن تلاحظ أن وصول المراجحون لرأس المال الخارجي ليس محدودا ولكنه يعتمد على ثروتهم. إن المراجح المقيد ماليا، بعبارة أخرى، قد أنهك قدرته على الاقتراض خارجيا، أصبح معرضا للهبوط الاقتصادي. وفي حالة حدوث أخبار سيئة، فإن قيمة الأصول تهبط مع ثروة المراجح. ويواجه المراجحون المرتفعون نداء الهامش ويجبرون على بيع الأصول لمواجهة المتطلبات الهامشية المعنية. كما يؤدي تدفق مبيعات الأصول إلى فقدان قيمة الأصل وثروة المراجحون. ويمكن للتقلب الزائد وعدم اليقين أن يؤدي إلى تضييق متطلبات الهامش بما يسبب مبيعات إجبارية إضافية للأصول. والتغير الناتج في الهوامش يعني انخفاض الرفع. ومن ثم، ينخفض السعر أكثر مما يجب بسبب وجود الرفع. ومن ثم، نظرا لدورة الرفع (الرفع الزائد في أوقات جيدة والانخفاض في أوقات منخفضة) فهناك حالة يمكن أن تؤدي إلى الانهيار قبل أو عند عدم وجود انهيار اقتصادي في الأساسيات. ويعد هذا صحيحا في أزمة المحفظة المالية في أغسطس 2007، حيث أصابت المحافظ المالية قيود رأس المال كما حدت من مواقعها، حيث أسعار النقطة قد دفعت عن طريق اعتبارات السيولة فضلا عن الحركة في الأساسيات.
وفي خضم الأزمة المالية عام 1998، فإن العديد من المحافظ المالية اشتركت في إستراتيجيات المراجحة التي عانت من خسارة ثقيلة كما حدت من مواقعها. وقد زادت حركات السعر الناتجة من الخسارة وتسبب في تصفيات إضافية. وعلاوة على ذلك، كان هناك عدوى، حيث أن حركات السعر في بعض الأسواق قد حثت حركات الأسعار في أسواق أخرى. وقد زادت تلك الأحداث من مخاوف إزاء اضطرابات السوق والخطورة التنظيمية، وتعزيز الاحتياطي الفيدرالي لتنسيق إسعاف إدارة رأس المال على المدى الطويل.

## تداعيات دورة الرفع
وتعني كلمة الاقتصاد المرتفع بشدة أن القليل من المستثمرين قد اقترضوا كثيرا من النقد من جميع المقرضين في الاقتصاد. وتتضمن الرفع الأعلى القليل من المستثمرين والكثير من المقرضين. ومن ثم فإن أسعار الأصول في مثل هذا الاقتصاد يتم ضبطها عبر مجموعة صغيرة من المستثمرين.
وفقا Tobin’s Q، يمكن لأسعار الأصول أن يؤثر على النشاط الاقتصادي. وعندما تكون أسعار الأصول عالية، فإن الأنشطة الإنتاجية الجديدة يمكن أن تحفز بما يؤدي إلى إنتاج زائد. وبدلا من ذلك، عندما يحدث انهيار لأسعار الأصول، فإن الإنتاج يمكن يصل إلى حد الركود. ومن ثم فإن دورة الرفع يمكن أن تضخم النشاط الاقتصادي الفعلي.
وعند التقييد المالي للمراجحون يحدث صدمة سيئة، حيث يجبرون على التحول للتقلب المنخفض – وأصول الهامش المنخفض من التقلب المرتفع – أصول هامش مرتفع، ولذلك تزيد الخطورة السائلة للأصول غير السائلة (المخاطرة). ويمكن تصنيف هذا بمعركة على الجودة.
ويمكن للمراجحون صناع السوق أن يحتفظوا بمواقع طويلة خالصة وكنتيجة تصاب قيود رأس المال على الأرجح أثناء هبوط الاقتصاد. وهذا على الأرجح يؤدي إلى تصفية تجارية بما يجعل السوق غير سائل.
والتقلبات الكبيرة في أسعار الأصول في دورة الرفع يؤدي إلى إعادة توزيع كبيرة للثروة والتغير في عدم المساواة. وأثناء الصدمة الجيدة، يصبح جميع الأشخاص المتفائلة على صلة كبيرة بالمقرضين بفضل الموقع المرتفع بينما أثناء الصدمة السيئة، فإن المتفائلون يمحون ويصبح المقرضون المتفائلون أكثر ثراء في الصدمات الجيدة اللاحقة.
وتصبح العوامل المرتفعة بدرجة عالية لاغنى عنها للاقتصاد إذا زاد إخفاق العمل المرتفع بدرجة كبيرة من احتمالية أن العوامل المرتفعة يجب أن تتبع المناسب. وبعبارة أخرى، فإن المستويات المرتفعة للرفع يمكن أن تؤدي إلى مشكلة إخفاق كبير.

## دورة الرفع (2007-2009)
كانت أزمة دورة الرفع في عام 2007-2009 هامة نظرا لعدد من الأسباب. الأول والأكثر وضوحا هو أن الرفع يذهب لأعلى مما كان، ومن ثم تصبح الهوامش أقوى مما سبق.
والخسائر الكبيرة في عام 2007-2008 كانت في نظام العديد من مليارات الدولارات، بما يوفق 5% من تحويل سوق البورصة إلى رأس مال. ومع ذلك، حيث يتحملون بشكل أساسي المؤسسات المالية المرفوعة، وتضخم الآثار الأزمة حيث تفقد البورصة أكثر من 8 تريليون دولار.
تلعب أدوات مقايضة مخاطر الائتمان (CDS) دورا كبيرا في إدارة الأزمة. حيث يحق لمشتري مقايضة مخاطر الائتمان أساس السند في الحالة الافتراضية. والميزة الرئيسية لأدوات مقايضة مخاطر الائتمان هي أن المشتري لا يجب عليه الاحتفاظ بالسند لشراء أدوات مقايضة مخاطر الائتمان. ونتيجة لذلك، فإن الأداة المالية تسمح للمتشائمين بخفض أسعار الأصول للغاية. كما تسهل معايرة أدوات مقايضة مخاطر الائتمان التعاملات التجارية الكبيرة.
وكذلك أثناء الأزمات، فإن عدد العقارات يذهب سدى، بعبارة أخرى، الوعد بالدفع يتجاوز قيمة الضمان.

## تطبيقات الرعاية
يهتم المرجحون المرفوعون بزيادة الأهداف الخاصة (مثل الأرباح) ولا يأخذون في الاعتبار أثر قرارهم على أسعار الأصول. ومع ذلك، تحدد أسعار الأصول ثروة المرجحون، وتحدد خلال القيود المالية، قدرة المرجحون على الاستثمار. ونتيجة لذلك، يضم قرار المرجحون الآثار الخارجية وقد لا تكون مثالية من الناحية الاجتماعية. وعند عدم تقييد المرجحون ماليا (فإن احتياجاتهم الاقتراضية لا تتجاوز الحجم الأكبر الذي يمكن أن يقترضوه نظرا لثروتهم) يصبحون قادرين على التخلص من جميع فرص المراجحة. ونتيجة لذلك، فهم يقومون بمهمة مفيدة من الناحية الاجتماعية لإعادة تخصيص الخطورة عن طريق شراء الأصول الخطيرة من المستثمرين التي يكون تقييمهم فيها منخفض وبيعهم تلك الأصول ذات التقييم المرتفع. ومن ثم فإن أدوار المرجحون مثالية من الناحية الاجتماعية عند عدم وجود قيود مالية. وعند وجود قيود مالية، قد لا يكون المرجحون قادرون على المتاجرة المثالية الاجتماعية ومن ثم يحدث إخفاق اجتماعي.

## متضمنات السياسة
قد تحتاج الشركة المقيدة ماليا بيع الأصول بشكل أساسي تحت القيمة الأساسية الأقل نظرا للمتطلبات الهامش في هبوط الصناعة. وهذا يحدث بسبب أن المشتريين ذوي القيمة الأعلى للأصول هي تلك الشركات الأخرى في نفس الصناعة التي من المحتمل أن تكون مقيدة ماليا وعند الحاجة لبيع الأصول. وأثناء أزمات السيولة، فإن البنوك المركزية يجب أن تسعى نحو التوسعات المالية عن طريق السيولة الزائدة. وستكون النتائج أكثر فعالية عندما يكون المستثمرين قريبين من القيد المالي. إذا كان البنك المركزي أفضل من السوق عند صدمات السيولة المميزة عن الصدمات الأساسية، ومن ثم يجب على البنك المركزي أن ينشر تلك المعلومات للمقرضين ويحثهم على استرخاء متطلبات التمويل الخاصة بهم. ومن ثم من أجل الحد من دورات العمل التجاري فإن الاحتياطي الفيدرالي يدير نظام الرفع على نطاق واسع، ويحد من الرفع في الأوقات الجيدة والتشجيع على مستويات أعلى من الرفع أثناء أوقات عدم اليقين، عن طريق قرض التسهيلات.